# Mânio Cúrio Dentato
Mânio Cúrio Dentato ou Mânio Cúrio Dentado (n. 330 a.C.–270 a.C.; em latim: Manius Curius Dentatus) foi um político da gente Cúria da República Romana, eleito cônsul por três vezes, em 290, 275 e 274 a.C., com Públio Cornélio Rufino, Lúcio Cornélio Lêntulo Caudino e Sérvio Cornélio Merenda respectivamente. Foi um herói plebeu da República, famoso por ter acabado com as Guerras Samnitas e é o mais célebre membro de sua gente. 
Seu cognome parece ser derivado do fato de ter nascido já com dentes na boca. Apesar de ter sido definido em vários pontos da obra de Cícero como um homem novo por sua origem humilde, é mais provável que, na realidade, ele seja de ascendência sabina.

## Tribuno da plebe (299 a.C.)?
Mânio Cúrio aparece pela primeira vez como tribuno da plebe lutando duramente contra o interrex Ápio Cláudio Cego, que, sem respeitar a lei, tentava garantir que dois patrícios fossem eleitos cônsules. Cúrio Dentato obrigou o Senado a passar um decreto pela qual toda eleição fosse sancionada previamente.
A data de seu tribunato é incerta. de acordo com uma inscrição, Ápio Cláudio foi interrex três vezes e, através de Lívio, sabemos que seus interregnos foram em 299 a.C., mas Ápio Cláudio não celebrou as eleições neste ano, o que indica que este não pode ser o ano do tribunato de Dentato.

## Primeiro consulado (290 a.C.)
Foi eleito cônsul em 290 a.C. juntamente com Públio Cornélio Rufino. Naquele ano, venceram os samnitas e acabaram com a Terceira Guerra Samnita, encerrando um ciclo de guerras que já durava quase cinquenta anos. O feito lhes valeu um grande triunfo. Além disso, depois de pouquíssimo tempo, conseguiram outro importante sucesso ao submeter definitivamente os sabinos, que eram uma constante ameaça à segurança de Roma. Ao fim desta guerra, os sabinos receberam a cidadania romana, mas sem direito a voto ("civitas sine suffragio"), e grande parte de seu território foi repartida entre o povo romano.

## Pretor (284 a.C.)

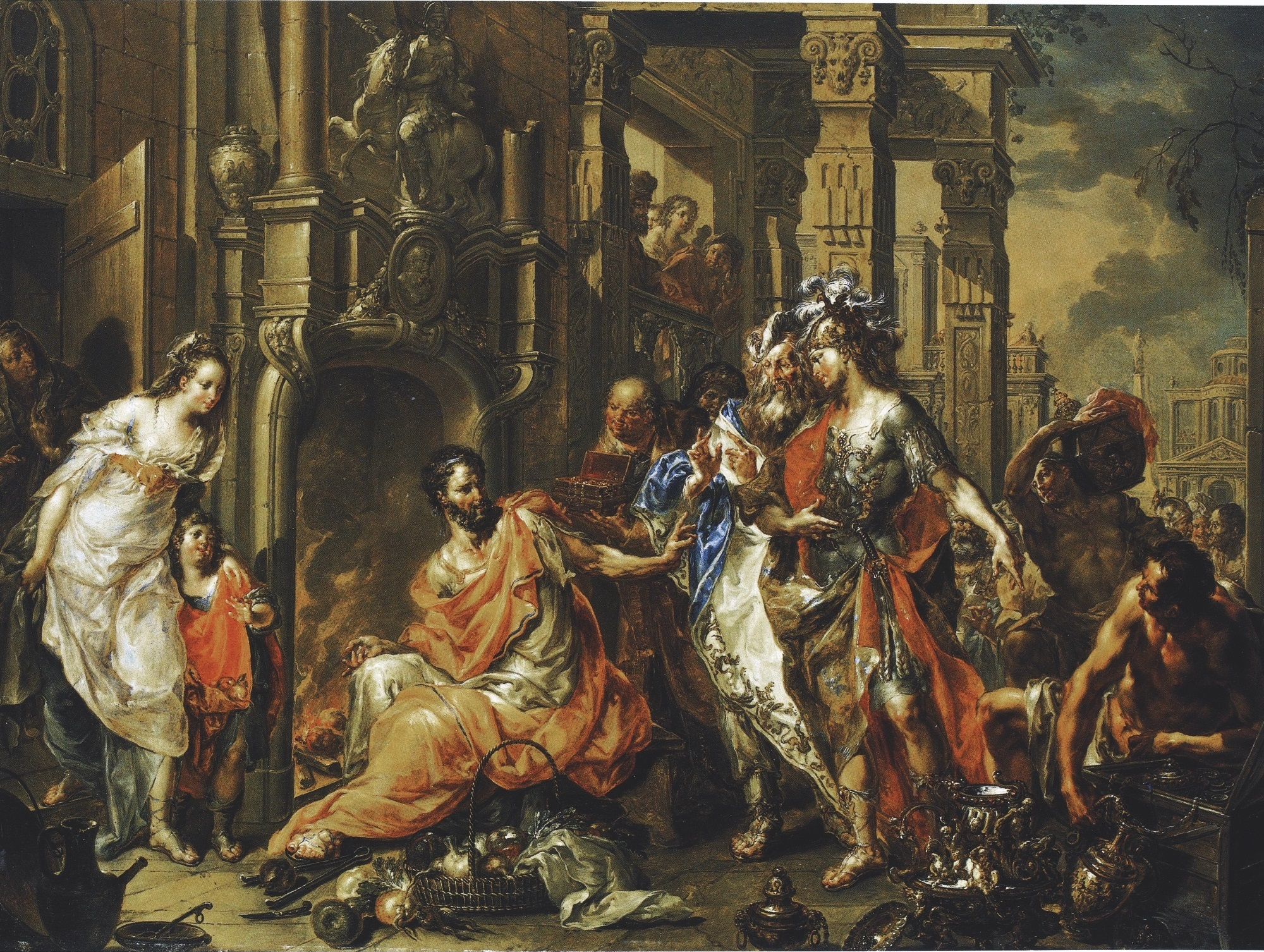
Cúrio Dentato recusa os presentes dos samnitas.
De Johann Georg Platzer (séc. XVIII).

Em 284 a.C, foi eleito pretor sufecto (ou cônsul sufecto?) depois da morte de Lúcio Cecílio Metelo Denter, assassinado pelos sênones na Batalha de Arrécio. Dentato enviou imediatamente uma embaixada para tratar a restituição dos reféns, mas os legados também foram mortos. Decidiu-se então declarar guerra guerra contra os inimigos que foram derrotados no mesmo ano. A vitória garantiu a conquista do território que ia até Rimini, onde foi fundada Senigallia. Aurélio Vítor menciona uma ovação de Cúrio Dentato sobre os lucanos, que, segundo Niebuhr, teria ocorrido em 285 a.C. ou no ano anterior.

## Segundo consulado (275 a.C.)
Em 275 a.C. foi cônsul pela segunda vez, desta vez com  Lúcio Cornélio Lêntulo Caudino. Neste ano, Pirro retornou da Sicília e o alistamento que Dentato realizou para completar seu exército foi um exemplo da mais estrita severidade, pois a propriedade da primeira pessoa que se negou a servir foi imediatamente confiscada e vendida. E, quando o proprietário apareceu para reclamar, diz-se que ele também foi vendido. Quando o exército estava pronto, Dentato entrou em Sâmnio e derrotou o exército de Pirro na Batalha de Benevento (que se chamava "Malevento" na época e mudou seu nome depois desta vitória) obrigando o soberano grego a abandonar definitivamente a Itália. 
As festividades por causa desta vitória, vencida com grande habilidade, foram os mais incríveis que Roma já havia visto, até por que desfilaram pela cidade quatro elefantes capturados de Pirro, animais desconhecidos dos romanos até então. Todo o resultado da campanha foi entregue à República, mas, apesar de sua reputação, ainda assim Dentato foi acusado de haver tomado para si uma parte do butim. Mas ele reafirmou, sob juramento, que não havia tomado nada mais do que um pote de madeira que utilizou para realizar o sacrifício aos deuses.
Por não ter participado das homenagens e aclamações públicas, dado que não tinha nenhum interesse na fama, Cúrio Dentato foi reconhecido por todos como o protótipo do romano antigo: invencível, incorruptível e desinteressado pelo poder.

## Terceiro consulado (274 a.C.)

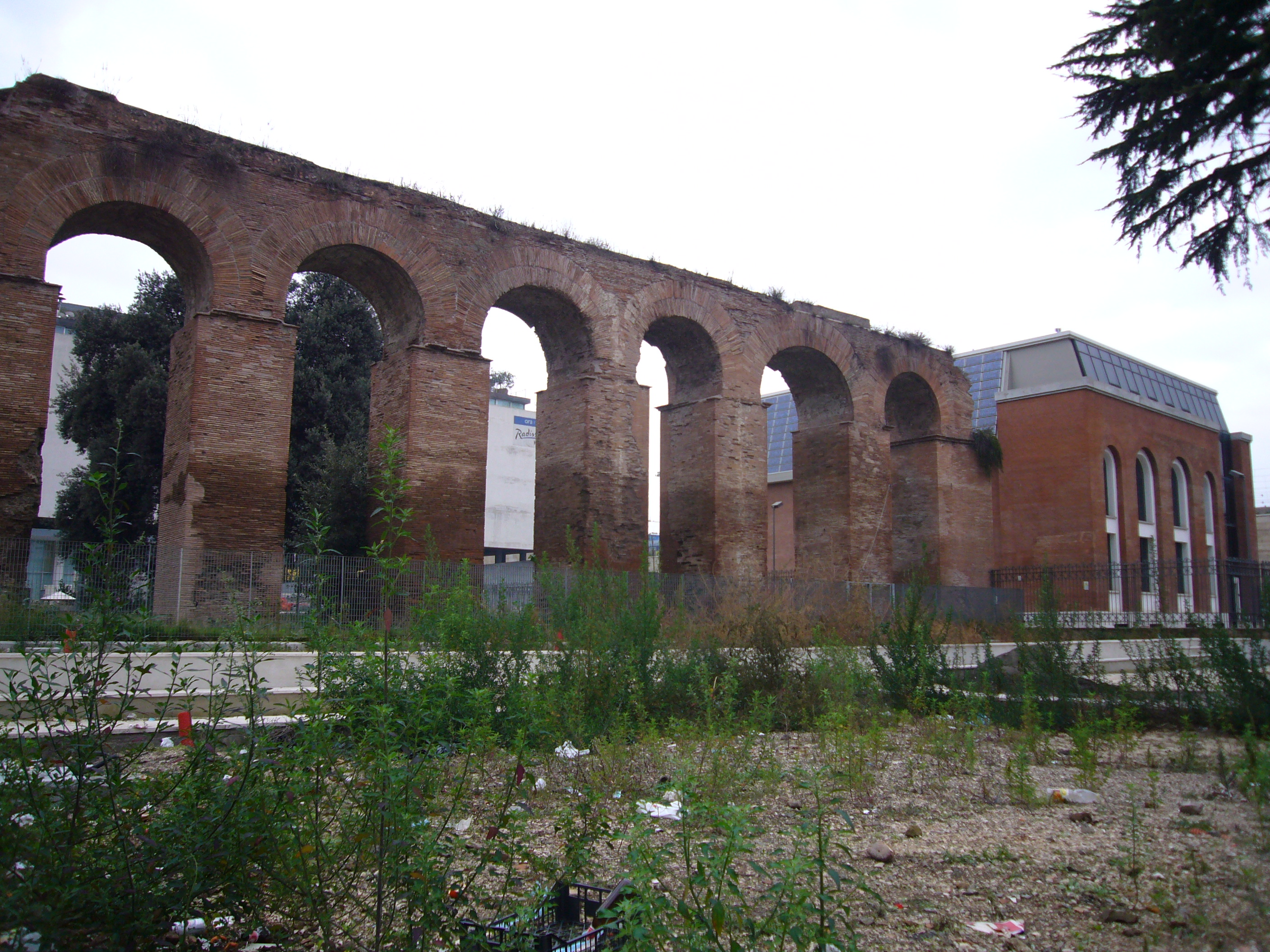
Trecho do Ânio Velho no Esquilino, em Roma, obra iniciada por Cúrio Dentato.

Em seu terceiro consulado, no ano seguinte, eleito com Sérvio Cornélio Merenda, derrotou os lucanos e celebrou um merecido triunfo.

## Anos finais
Depois de seu consulado, Mânio Cúrio se retirou para sua fazendo para conduzir uma vida dedicada às atividades rurais, mas à disposição do estado em caso de necessidade. Conta a lenda que alguns embaixadores samnitas, encarregados de entregar-lhe ouro e presentes preciosos por sua vitória, o encontraram ocupado trabalhando no campo e, quando lhe entregaram os presentes, ele os recusou afirmando que preferia ver cair os que enviavam tão apetecíveis presentes. Apesar de a veracidade desta história ser questionada, sendo provável que fosse uma invenção de Catão o Velho, serviu de inspiração a vários pintores ao longo da história, entre os quais se encontram Jacopo Amigoni, Govert Flinck e outros. Existem muitos outros relatos sobre sua probidade, como na ocasião de dividir o território dos sabinos depois da conquista, quando insistiu em receber uma quantidade igual à que seria entregue aos demais cidadãos.
Em 272 a.C., foi convocado novamente por ter sido eleito censor juntamente com Lúcio Papírio Pretextato. Durante seu mandato, iniciou a construção do segundo aqueduto romano, o Ânio Velho (em latim: Anio Vetus), que deveria capturar a água do rio Aniene e levá-la para a cidade. Esta obra foi financiada pelo butim da vitória contra Pirro, mas Mânio Cúrio Dentato morreu antes do final da obra, completada por seu companheiro Marco Fúlvio Flaco. No ano seguinte, ordenou a construção de um canal (o "Cavo Curiano") para escorrer a água estagnada do lago Velino, que estava suja e insalubre na região ao norte do altiplano de Rieti, na direção da Cascata de Mármore: dali, a água caía diretamente no rio Nera, afluente do Tibre. Com esta obra, tornou cultiváveis todas a terra pantanosa que circundava a cidade.
Mânio Cúrio Dentato foi amigo de muitos personagens ilustres de seu tempo. Chegou a escrever algumas canções, mas foi sobretudo o tema de muitos escritores e historiadores. Por séculos depois de sua morte, ocorrida por volta de 270 a.C. durante as obras do aqueduto), se recontaram suas vitórias militares e foram escritos muitos elogios à sua retidão moral, que foi considerada um exemplo para todos os romanos.